# Fjord Weyprecht
Pour les articles homonymes, voir Weyprecht.
Le fjord Weyprecht est un fjord de la Terre de Peary dans le nord-est du Groenland. 
Au nord-ouest, le fjord s'ouvre sur la mer de Lincoln dans l'océan Arctique. Il fait partie du parc national du Nord-Est du Groenland.
Il a été nommé en l'honneur de l'explorateur Karl Weyprecht.

## Géographie
Le fjord Weyprecht est situé à l'est du fjord De Long. Il s'ouvre au nord-ouest à l'est de Hazenland (en) et à l'ouest de l'île Lockwood avec le Conger Sound (en) se ramifiant à l'est de l'île le séparant du Roosevelt Land (en). Son embouchure est située entre le cap Hommock et le cap Christiansen.
Dans sa partie intérieure, près de l'île de Moa, le fjord Harder s'ouvre sur le fjord Weyprecht, s'étendant vers l'est. Il forme la limite nord de la Terre d'Amundsen au sud-est et à sa tête se trouve une vallée qui s'étend vers l'est au nord de laquelle s'élèvent les Roosevelt Range (en). La mer dans la région est recouverte presque en permanence de glace.